# Headobardos
Headobardos (nórdico antigo: Heaðobardr; inglês antigo: Heaðubeardan; saxão antigo: Headubarden; lit. "barbas-guerreiras") foi um povo germânico do norte da Europa, possivelmente um ramo dos lombardos, e cujo nome tem sido preservado possivelmente no topónimo Bardengau, em Mecklemburgo, Alemanha. Os headobardos são mencionados nos poemas épicos Beowulf e Widsith, onde aparentemente estavam em constante conflito com os dinamarqueses durante a Era de Vendel (século VI); no entanto, de acordo com a tradição das sagas nórdicas, os headobardos são referidos enquanto clã familiar e resumem o conflito a uma dívida de sangue, ou como que se de um conflito com os saxões se tratasse, em que os dinamarqueses tomaram o lugar territorial dos headobardos.

## Beowulf
Em Beowulf, os headobardos estão envolvidos numa guerra contra os dinamarqueses. Quando Beowulf revela as sua ações na Dinamarca ao seu rei Higelaco, refere que o rei Rodogário tinha uma filha, Freawaru. Como Frodi havia morrido nas mãos dos dinamarqueses, Rodogário enviou Freawaru para se casar com Ingeldo, numa tentativa frustrada por um fim à rivalidade. Um velho guerreiro exortou os headobardos à vingança e Beowulf prevê a Higelaco que Ingeldo se voltaria contra o seu sogro Rodogário.

## Feitos dos Danos
Na versão presente em Feitos dos Danos, o velho guerreiro surge identificado como Estarcatero, e ai vencedor nas suas artimanhas ao conseguir que Ingeldo se divorcie e se revolte contra a família da sua esposa. Segundo o poema Beowulf, o poeta cita que Heoroto acabou por ser destruído pelo fogo.
Enquanto que o filólogo Sophus Bugge interpreta que a guerra tida com Ingeldo se trata de um novo conflito que teve início com o ataque e queima de Heoroto, o poema separa os dois acontecimentos, segundo Francis Barton Gummere.

## Widsith
Beowulf não se revela sobre o desfecho da batalha contra Ingeldo, mas Widsith refere que Rodogário e Rodulfo derrotaram os headobardos em Heoroto.